# Бурлев
Комуна Бурлев (швед. Burlövs kommun) — адміністративно-територіальна одиниця місцевого самоврядування, що розташована в лені Сконе у південній Швеції.
Бурлев 289-а за величиною території комуна Швеції. Адміністративний центр комуни — місто Арлев (фактично частина міста Мальме).

## Населення
Населення становить 16 983 чоловік (станом на вересень 2012 року).
| Кількість населення комуни Бурлев за 1970-2010 роки | Кількість населення комуни Бурлев за 1970-2010 роки | Кількість населення комуни Бурлев за 1970-2010 роки | Кількість населення комуни Бурлев за 1970-2010 роки | Кількість населення комуни Бурлев за 1970-2010 роки |
| --------------------------------------------------- | --------------------------------------------------- | --------------------------------------------------- | --------------------------------------------------- | --------------------------------------------------- |
| Рік                                                 |                                                     |                                                     | Населення                                           |                                                     |
| 1970                                                | 1970                                                |                                                     | 11 830                                              | 11 830                                              |
| 1975                                                | 1975                                                |                                                     | 14 112                                              | 14 112                                              |
| 1980                                                | 1980                                                |                                                     | 14 323                                              | 14 323                                              |
| 1985                                                | 1985                                                |                                                     | 14 314                                              | 14 314                                              |
| 1990                                                | 1990                                                |                                                     | 14 561                                              | 14 561                                              |
| 1995                                                | 1995                                                |                                                     | 14 641                                              | 14 641                                              |
| 2000                                                | 2000                                                |                                                     | 15 038                                              | 15 038                                              |
| 2005                                                | 2005                                                |                                                     | 15 320                                              | 15 320                                              |
| 2010                                                | 2010                                                |                                                     | 16 701                                              | 16 701                                              |
| Джерело: SCB                                        |                                                     |                                                     |                                                     |                                                     |

## Населені пункти
Комуні підпорядковано 3 міські поселення (tätort) та низка сільських, більші з яких:
- Арлев (Arlöv) (фактично частина міста Мальме)
- Окарп (Åkarp)
- Бурлевс Егнагем (Burlövs egnahem)
- Суннано (Sunnanå)

## Міста побратими
Комуна підтримує побратимські контакти з такими муніципалітетами:
- Анклам, Німеччина
- Златопіль, Україна

## Галерея

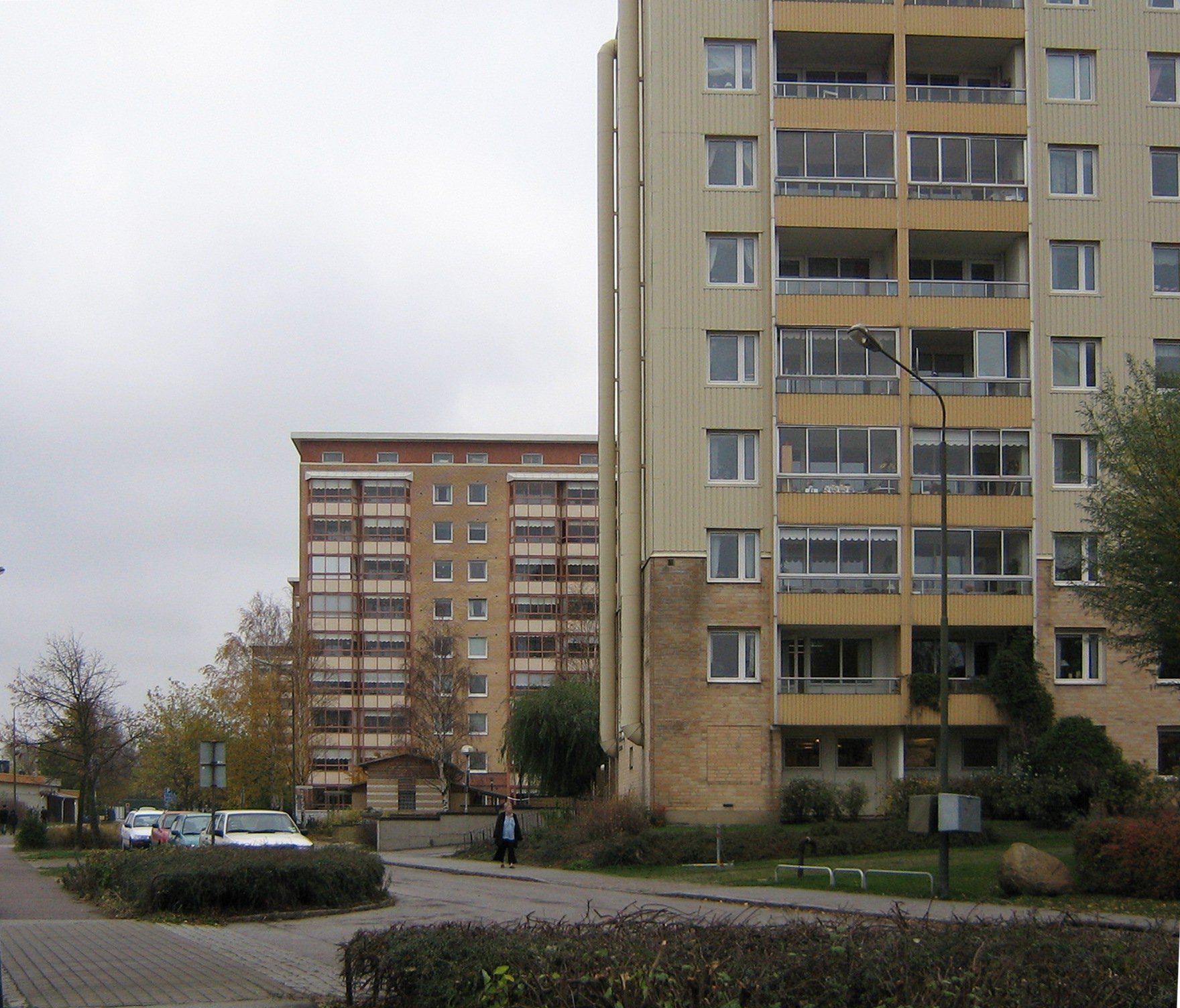
Арлев
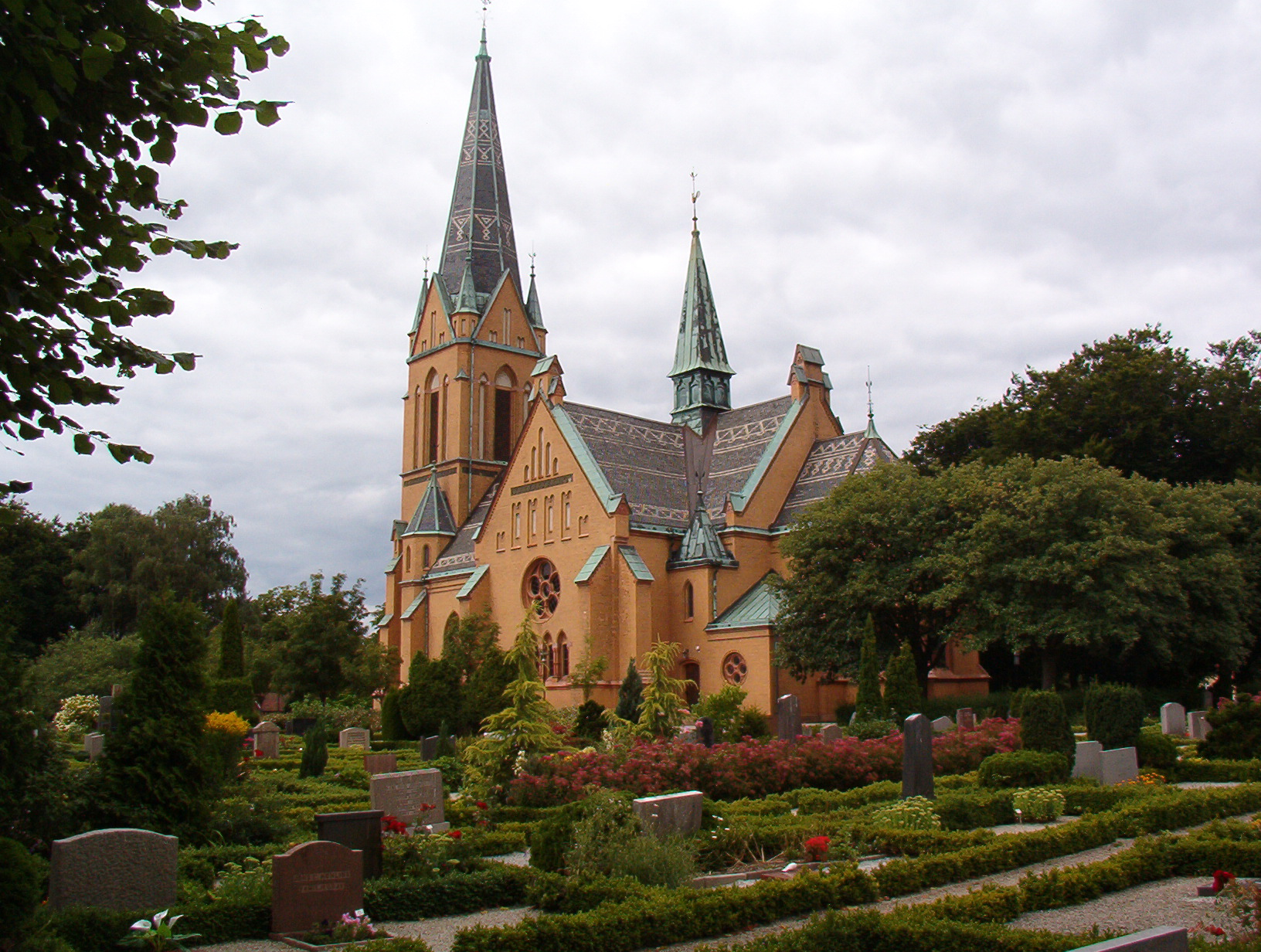
Церква (Арлев)
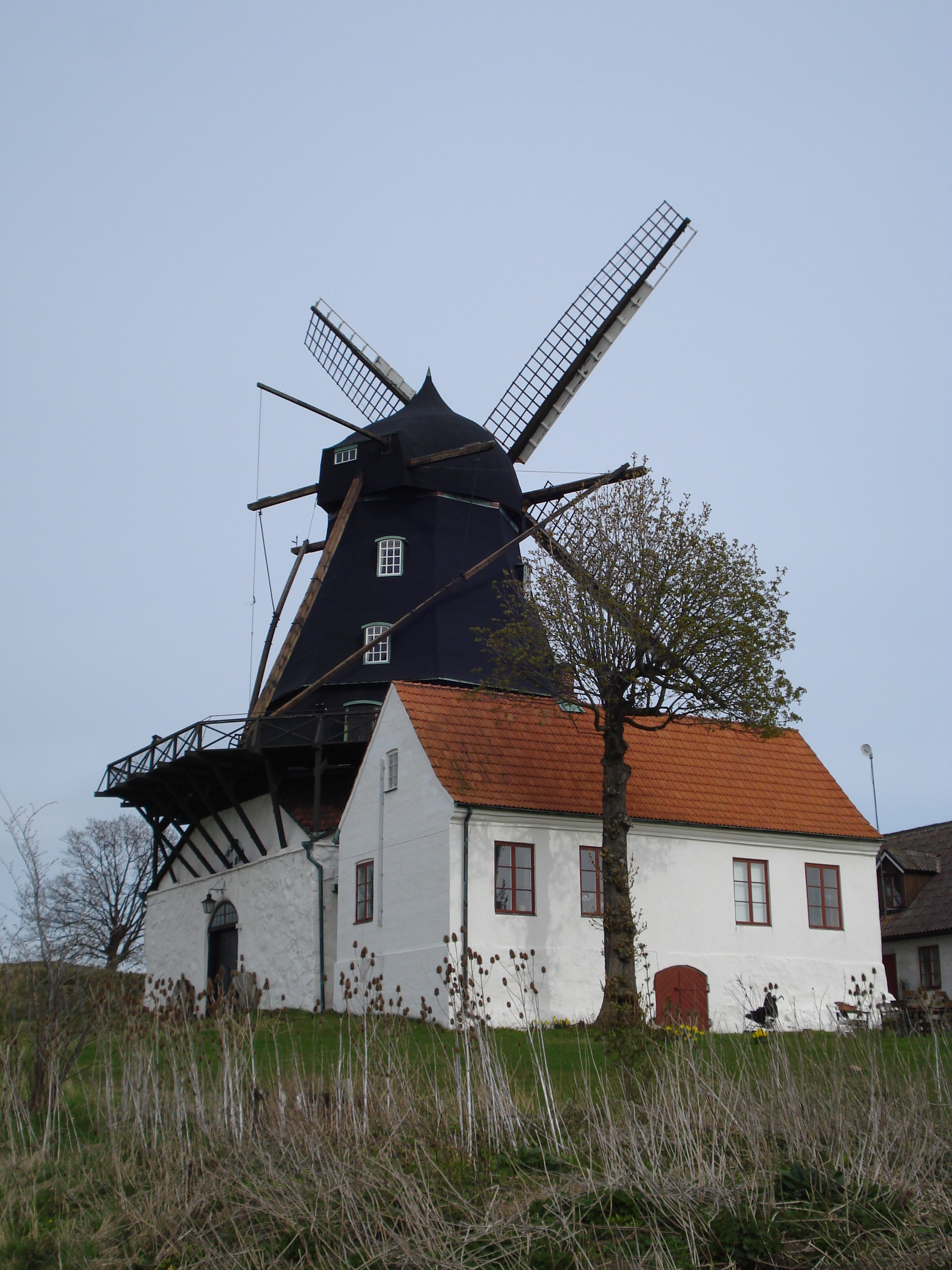
Вітряк у Крунеторпі
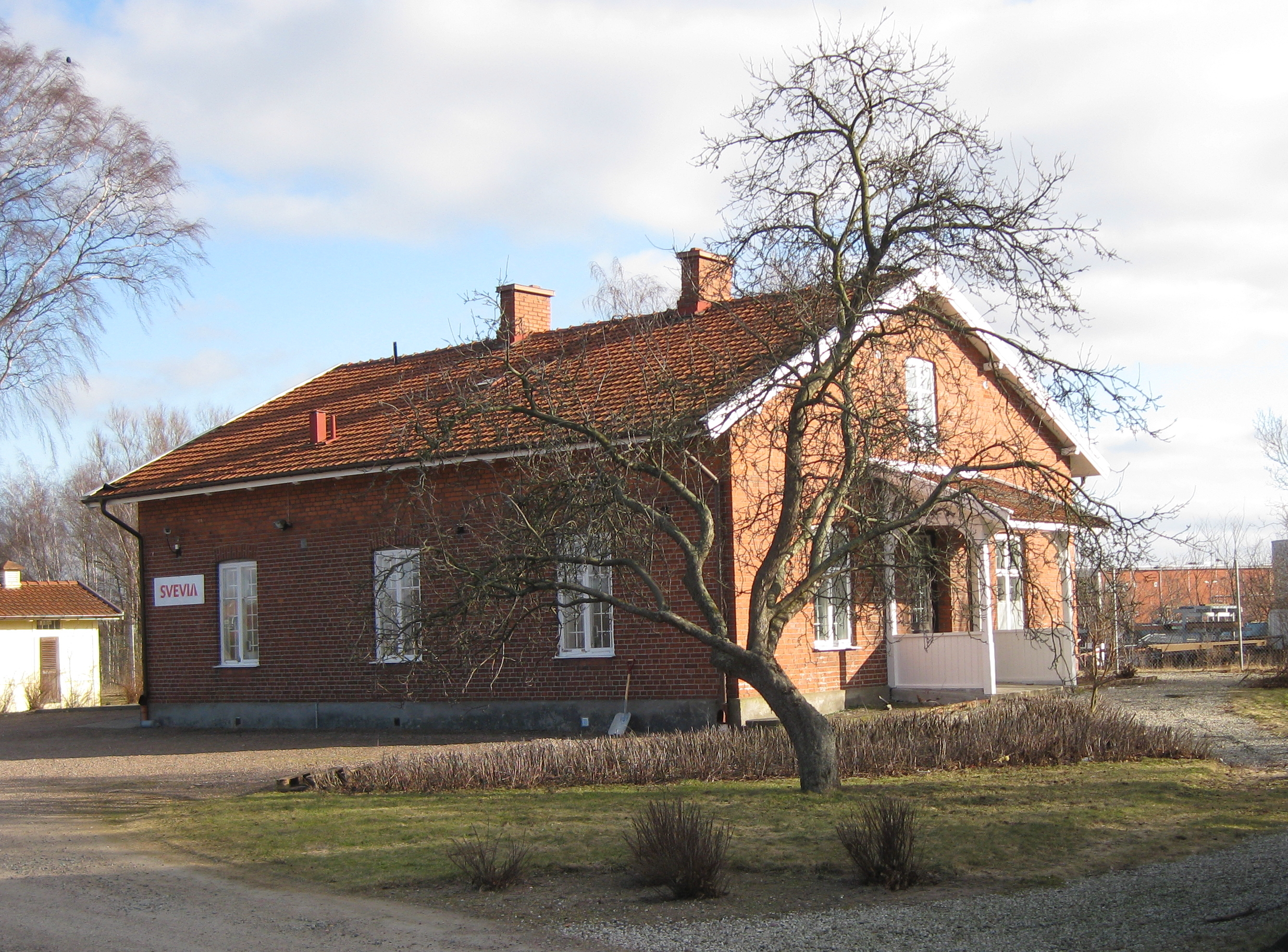
Залізнична станція Сеґе